# لودویک کروول
لودویگ کروول (به آلمانی: Ludwig Crüwell) (۲۰ مارس ۱۸۹۲–۲۵ سپتامبر ۱۹۵۸) نظامی بلندپایه آلمانی در دوره رایش سوم بود که فرماندهی یگان‌های مختلف زرهی ورماخت را در طول جنگ جهانی دوم بر عهده داشت. او برای چند ماه آفریکاکور را در کارزار شمال آفریقا هدایت کرد و هم‌رزم اروین رومل بود.

## سال‌های اولیه
لودویک کروول روز ۲۰ مارس سال ۱۸۹۲ در دورتموند زاده شد. سال ۱۹۱۱ به یک هنگ دراگون پیوست و ماه اوت سال بعد به درجه ستوان دومی ترفیع گرفت. مدتی به دانشکده جنگ در هرسفیلت فرستاده شد. پس از بازگشت آجودان هنگ شد. بیشتر طول جنگ جهانی اول را در هنگ ۹ دراگونر خدمت کرد. مدت کوتاهی در ستاد لشکر ۲۳۳ام پیاده‌نظام و همچنین فرمانده یک گروهان پیاده‌نظام بود. جنگ را با درجه ستوان یکمی در ستاد لشکر ۳۳ام پیاده‌نظام به پایان رساند.
کروول پس از جنگ ماه ژانویه سال ۱۹۱۹ به هنگ اولیه دراگونر خود بازگشت و مدتی را در ستاد کل گذراند. ماه اکتبر سال ۱۹۲۰ به ستاد لشکر یکم سواره‌نظام منتقل شد. دو سال آینده در جایگاه‌های مختلفی در یگان‌های سواره و وزارت دفاع بود. ماه مه سال ۱۹۲۲ به درجه سروانی ترفیع گرفت. ماه اکتبر سال ۱۹۲۵ به لشکر دوم سواره‌نظام و سه سال بعد به لشکر سوم سواره‌نظام پیوست. روز ۱ اکتبر سال ۱۹۳۱ به درجه سرگردی ترفیع یافت. در ادامه مجدداً در جایگاه‌های ستادی در از جمله در فرماندهی عالی نیروی زمینی خدمت کرد. روز ۱ آوریل سال ۱۹۳۴ به درجه سرهنگ دومی و روز ۱ مارس سال ۱۹۳۶ به درجه سرهنگی ترفیع گرفت. از فوریه سال ۱۹۳۸ به مدت دو ماه فرمانده هنگ ۶ زرهی بود و در آنشلوس مشارکت کرد. دوباره به امور ستادی در فرماندهی عالی نیروی زمینی مراجعت نمود. مدت کوتاهی پیش از آغاز جنگ به عنوان افسر ارشد تدارکات ارتش شانزدهم برگزیده شد.

## جنگ جهانی دوم
ترفیع درجات:
- اوت ۱۹۱۲: ستوان دوم
- ۱۹۱۶: ستوان یکم
- مه ۱۹۲۲: سروان
- ۱ اکتبر ۱۹۳۱: سرگرد
- ۱ آوریل ۱۹۳۴: سرهنگ دوم
- ا مارس ۱۹۳۷: سرهنگ
- ۱ دسامبر ۱۹۳۹: سرتیپ
- سپتامبر ۱۹۴۱: سرلشکر
- دسامبر ۱۹۴۱: سپهبد (ژنرال نیروهای زرهی)

با آغاز جنگ جهانی دوم، کروول روز ۱ دسامبر سال ۱۹۳۹ به درجه سرتیپ رسید. از روز ۱ ژوئن سال ۱۹۴۰ برای یک ماه به لشکر پنجم زرهی ملحق شد. روز ۱ اوت به فرمانده لشکر یازدهم زرهی منصوب شد. این لشکر را بهار سال ۱۹۴۱ در کارزار بالکان به عنوان سرنیزه زرهی سپاه ۱۴ موتوریزه در تهاجم به یوگسلاوی هدایت کرد. روز ۱۴ مه سال ۱۹۴۱ نشان عالی صلیب شوالیه صلیب آهنین به او اعطا گردید. هنگام آغاز عملیات بارباروسا، تهاجم به شوروی در ماه ژوئن همچنان در راس این لشکر به عنوان بخشی از سپاه ۴۸ موتوریزه از گروه زرهی ۱ در گروه ارتش جنوب، قرار داشت و از طریق ژیتومیر به سمت اومان پیش رفت. این حرکت تا اوایل ماه اوت منجر به محاصره نیروهای دشمن و به اسارت درآمدن ۱۰۰ هزار تن از آن‌ها شد. به جهت این موفقیت‌ها ماه سپتامبر سال ۱۹۴۱ به درجه سرلشکری ترفیع گرفت و برگ‌های بلوط نشان شوالیه را دریافت کرد.
کروول به فرماندهی آفریکاکور متشکل از دو لشکر پانزدهم و بیست و یکم زرهی، در قالب گروه زرهی آفریقا تحت امر اروین رومل، برگزیده شد. این یگان را در نبردهای حوالی طبرق رهبری کرد. ماه دسامبر سال ۱۹۴۱ به درجه سپهبدی نائل آمد. ماه مارس سال ۱۹۴۲ موقتاً جانشین رومل که در اثر بیماری به اروپا بازگشته بود، در فرماندهی گروه زرهی آفریقا شد. هنگام مراجعت رومل، کروول خود مبتلا به یرقان شد و برای درمان به اروپا رفت. سرلشکر والتر نرینگ جایگزین او در فرمانده آفریکاکور بود. هنگامی که کروول به آفریقا بازگشت فرماندهی موسوم به «جبهه ایتالیا» متشکل از چهار لشکر ایتالیای و یک لشکر آلمانی، به او محول گردید. این نیرو به منظور تهاجم به مواضع بریتانیایی‌ها در الغزاله به «گروه کروول» تغییر عنوان داد. به هر صورت روز ۲۷ مه ۱۹۴۲ هواگرد سبک حامل کروول توسط دشمن وادار به فرود شد و خود او به اسارت درآمد.
کروول به ترنت پارک منتقل شد. ماه مارس ۱۹۴۳ ویلهلم فون توما نیز به آن‌جا برده شد. در جریان صحبت‌های بین این دو، فون توما اطلاعاتی دربارهٔ موشک‌های وی-۲ به کروول داد. این سخنان توما موجب شگفتی بریتانیایی‌ها شد زیرا تا آن زمان اطلاعی از این برنامه موشکی آلمان نداشتند.

## پس از جنگ
کروول تا سال ۱۹۴۷ در اسارت باقی ماند. پس از پایان جنگ و آزادی رئیس انجمن کهنه‌سربازان آفریکاکور شد. سپهبد لودویک کروول در نهایت روز ۲۵ سپتامبر ۱۹۵۸ در اسن درگذشت.

## نشان‌ها
- صلیب شوالیه صلیب آهنین: ۱۴ مه ۱۹۴۱
  - برگ‌های بلوط: ۱ سپتامبر ۱۹۴۱